# 구보 가이토
구보 가이토(일본어: 久保 海都, 1993년 11월 5일 ~ )는 일본의 축구 선수이다.

## 구단 경력
그는 2016년부터 2018년까지 J리그의 그루자 모리오카에서 활동하였다.